# 216319 Sanxia
216319 Sanxia è un asteroide della fascia principale. Scoperto nel 2007, presenta un'orbita caratterizzata da un semiasse maggiore pari a 2,6144963 au e da un'eccentricità di 0,0976945, inclinata di 15,91455° rispetto all'eclittica.